# Tod Andrews
Tod Andrews (10 de noviembre de 1914 – 7 de noviembre de 1972) (otra fuente da como fecha de nacimiento de Andrews el 10 de noviembre de 1920.) fue un actor teatral, cinematográfico y televisivo de estadounidense. 

## Biografía

### Inicios
Nacido en Búfalo, Nueva York, sus padres eran Henry Rowland Andrews y Lynda Anderson. Criado en California, se graduó en la Escuela Preparatoria de Los Ángeles y en la Universidad Estatal de Washington.

### Teatro
Andrews empezó su carrera como actor teatral, trabajando con el nombre de Michael Ames en el Pasadena Playhouse, actuando más adelante en la ciudad de Nueva York. Allí, actuó con la compañía teatral de Margo Jones entre 1944 y 1948, cuando fue descubierto por Joshua Logan. Cuando Henry Fonda dejó el papel titular de la obra Mister Roberts, Logan dio a Andrews la oportunidad de interpretarlo en gira.
En el circuito de Broadway Andrews actuó en Summer and Smoke (1948-1949) y en A Girl Can Tell. Con el nombre artístico de Michael Ames, participó en Quiet, Please! (1940), My Sister Eileen (1940-1943), Storm Operation (1944), Mrs. Kimball Presents (1944), Public Relations (1944), y That Old Devil (1944).
Andrews fue premiado con el Theatre World Award en 1949 por su trabajo en Summer and Smoke.

### Cine
Tras fijarse en él Jack Warner, director de Warner Brothers Studios, Andrews recibió la oferta de llevar a cabo un test cinematográfico, iniciando así su carrera en el cine. 
Una vez recuperado de un intento de suicidio en 1961, días antes del estreno de una obra titulada A Whiff of Melancholy, él volvió al cine en 1965, actuando como el Capitán Tuthill en el film de Otto Preminger ambientado en la Segunda Guerra Mundial In Harm's Way. En 1968 Andrews participó en la cinta de Ted Post Hang 'Em High, encarnando a un abogado. Dos años más tarde volvió a trabajar con Post en Beneath the Planet of the Apes, junto a James Franciscus, haciendo el papel del Coronel 'Skipper' Maddox. 
Su último papel en el cine fue el de un doctor en el film de horror de 1973 The Baby, también dirigido por Post. 

### Televisión
Entre las actuaciones televisivas de Andrews figuran un papel protagonista entre 1957 y 1958 en la serie televisiva en redifusión ambientada en la Guerra de Secesión The Gray Ghost, basada en el heroico Coronel Confederado John S. Mosby. En 1959 protagonizó una serie de corta vida (13 episodios), Counterthrust, una producción en redifusión en la cual interpretaba a un agente secreto en lucha contra el comunismo.
Andrews actuó también en dos episodios de la sitcom de la CBS The Andy Griffith Show, y en 1962 participó en la última entrega, "The Hoax", de la serie de la ABC Straightaway, protagonizada por Brian Kelly y John Ashley.
En 1962 fue Holt en "The Devil and the Deep Blue", episodio del show de la CBS Rawhide, y en 1964 actuó en "The Bewitchin' Pool", último capítulo emitido de The Twilight Zone. En 1973 Andrews fue el Presidente de los Estados Unidos en el telefilm The President's Plane is Missing.

### Vida personal
Andrews se casó tres veces, con Gloria Folland, Alice Hooker, y Karolyn Rainwater. Los dos primeros matrimonios acabaron en divorcio, y estaba casado con Rainwater cuando él murió.
Tod Andrews falleció en 1972 a causa de un infarto agudo de miocardio, en Los Ángeles, California, tres días antes de cumplir los 58 años de edad. Fue enterrado en el Cementerio de Holy Cross, en Culver City. 